# Освіу
Освіу (давн-англ. Oswiu, Oswio, Oswy, Oswig, Osuiu; близько 612 — 15 лютого 670) — король Нортумбрії у 654—670 роках, король Мерсії 655—658 роках.

## Життєпис

### Молоді роки
Походив з династії Еоппінгів. Третій син Етельфріта, короля Нортумбрії, та Ахи Іффінг з королівства Дейра. Народився близько 612 року. У 616 році після загибелі свого батька у битві на річці Айдл разом з братами втік до королівства Дал Ріада. Тут він хрестився та здобув освіту при дворі королів Еохайда I та Домналла I.
Тут вперше брав участь у війнах Дал Ріади проти Піктії (Альби). Також пошлюбив доньку верховного короля Ірландії Колмана Ріміда. Коли Освіу вирішив повернутися до Берніції, дружина залишилася в Дал Ріаді. Можливо, вони тоді розлучилися.

### Король Берніції
У 634 році разом з братом Освальдом повернувся до Берніції. Невдовзі одружився з донькою короля королівства Північний Регед. Після смерті останнього у 638 році приєднав цю державу до Нортумбрії.
У 642 році після загибелі Освальда у битві при Месерфілді стає королем Берніції, а його родич Освін — королем Дейри. Між 642 та 644 роками втретє одружився — з донькою покійного короля Едвіна.
Втім з самого початку Освіу намагався відродити державу брата. Однак стикнувся з амбіціями короля Освіна, що бажав зберегти незалежність Дейри, але перший час жив з ним в мирі, оскільки була небезпека нападу Пенди, короля Мерсії. Коли ж Пенда розпочав війну з південними державами і небезпека нападу на Берніцію минула, Освіу зібрав велике військо пішов на Дейру війною. Освін, розуміючи марність опору, розпустив невелике військо і сховався в маєтку одного зі своїх людей на ім'я Хунвольд. Однак той виявився зрадником і видав сюзерена берніційцям. 20 серпня 651 року Освіу наказав одному зі своїх воєначальників, Етельвіну, стратити Освіна.
Проте повністю підкорити Дейрк не вдалося: місцева знать виступала на користь збереження незалежності. Тому останні обрали королем Етельвальда, небожа Освіу. Разом з тим Дейра опинилася під впливом Берніції.
У 654 році Освіу виступив проти Етельвальда, який втік до Мерсії, де об'єднався з королем Пендою проти Освіу. Восени 655 року Пенда з 30 дружинниками виступив проти Освіу. Останній з військом, в декілька разів меншим за чисельністю, зустрів його на річці Вінвед поблизу Лоідіса (сучасного Лідса). Освіу сприяло те, що Етельвальд та війська Гвінеду залишили Пенду, вичікуючи, хто переможе. Війська Освіу здобули переконливу перемогу. Після цього він вдруге повалив Етелдьвальда, відновивши Нортумбрію.

### Король Нортумбрії
Після цієї перемоги Освіу для зміцнення влади поставив королем Дейри свого сина Ельфріта. Після цього рушив до Мерсії, де правив до 658 року. Синів загиблого Пенди було вигнано. Освіу передав своєму зятю Педу в управління (як елдормену) південну частину Мерсії. Втім незабаром Педу було вбито своїми наближеними, і Освіу приєднав до своїх володінь Південну Мерсію теж. Зверхність Освіу визнав Етельвольд, король Східної Англії, Кенвал, якого Освіу відновив на троні Вессекса. З Сігебертом II, королем Ессекса, було укладено союзницький договір. Як наймогутнішого короля англосаксів Освіу було оголошено бретвальда. Біда Високоповажний назвав його останнім imperium (верховним королем) англосаксів.
Після успіху на півдні (в Мерсії) Освіу рушив на північ, де захопив південну частину королівства піктів, змусивши свого небожа Талоркана I визнати зверхність Нортумбрії та сплачувати йому данину.
На знак подяки Богу за здобуті перемоги Освіу заснував шість монастирів у Дейрі та шість — у Берніції. Всі вони були звільнені від податків. Однорічну дочку він присвятив в черниці.
У 660-х роках здійснив декілька походів проти бриттських держав у Вельсі. Тут він зміг встановити зверхність над королівствами Гвінед та Поус. У 662 році втрутився у справи Східної Англії, встановивши зверхність й над нею.
У 664 році був присутній на синоді в монастирі Стренескальк в Вітбі, де було проголошено єдність британської (кельтської) та римсько-католицької церкви. При цьому перемогли прихильники поширення римських обряд, незважаючи на протидію Освіу, прихильника кельтських обрядів. Разом з тим, Освіу прагнув підпорядкувати церкву світській владі.
Жорстоке правління Освіу незабаром викликало невдоволення мерсійців. У 658 році три ярла Іммін, Ефа і Едберт, підняли повстання і оголосили королем Вульфхера, сина Пенди. Нортумбрійські намісники були вигнані, і незалежність Мерсії була відновлена.
На початку 670 року Освіу захворів. Він дав обітницю в разі видужання піти до Риму, але це не врятувало його, і 15 лютого Освіу помер. Трон Нортумбрії він залишив Егфріту, синові від третьої дружини, Енфледи.

## Родина
1. Дружина — Фіна, донька Колмана Ріміда, верховного короля Ірландії
Діти:
- Елдфріт (д/н–705), король Нортумбрії у 685—705 роках

2. Дружина — Ріайнвельт, доньки Роедда, короля Північного Регеду
Діти:
- Ельфріт (д/н—664), король Дейри у 654—664 роках

3. Дружина —Енфледа, донька Едвіна, короля Нортумбрії
Діти:
- Егфріт (644/645–685), король Нортумбрії у 670—685 роках
- Ельфвін (бл. 660—679), король Дейри у 670—679 роках
- Острит (д/н—697)
- Ельфледа (654—714), дружина Пенди, короля Мерсії